# Xenoscapa
Xenoscapa – rodzaj roślin należący do rodziny kosaćcowatych (Iridaceae). Obejmuje trzy gatunki. Rośliny te występują w Afryce Południowo-Zachodniej (Afryka Południowa i południowa Namibia).

## Morfologia
PokrójNiewielkie (osiągają 5–20 cm wysokości) geofity z kulistawą bulwocebulą.
LiścieDwa lub trzy, miękkie, pokładające się.
KwiatyPojedyncze, wsparte zielony przysadkami o długości do 8–9 mm, z listkami okwiatu zrośniętymi w długą rurkę (do 3,5 cm długości) zakończoną niewielkimi i wąskimi łatkami. Okwiat biały, jasnoliliowy i ciemnoróżowy. Pręciki łukowate, nieznacznie wystają z rurki kwiatowej.
OwocePodługowate do walcowatych torebki o długości 10-13 mm.

## Systematyka
Wykaz gatunków
- Xenoscapa fistulosa (Spreng. ex Klatt) Goldblatt & J.C.Manning
- Xenoscapa grandifolia Goldblatt & J.C. Manning
- Xenoscapa uliginosa Goldblatt & J.C.Manning